# Meteorologia w żeglarstwie
Meteorologia w żeglarstwie – zastosowanie w żeglarstwie metod meteorologii i oceanografii.
Metorologia i oceanografia stosowana wykorzystywane są zarówno w żeglarstwie regatowym jak i w żeglarstwie rekreacyjnym. W żeglarstwie regatowym meteorologia jest wykorzystywana w zależności od skali akwenu, czasu trwania regat i typu jachtów. Informację meteorologiczną i oceanograficzną wykorzystuje się w prognozach dla klas transoceanicznych, prognozach w klasie America Cup w szczególności w regatach o Puchar Ameryki, i prognozach dla klas olimpijskich. W żeglarstwie rekreacyjnym meteorologia jest wykorzystywana m.in. w prognozach silnych wiatrów i ostrzeżeń pogodowych i stanu morza.

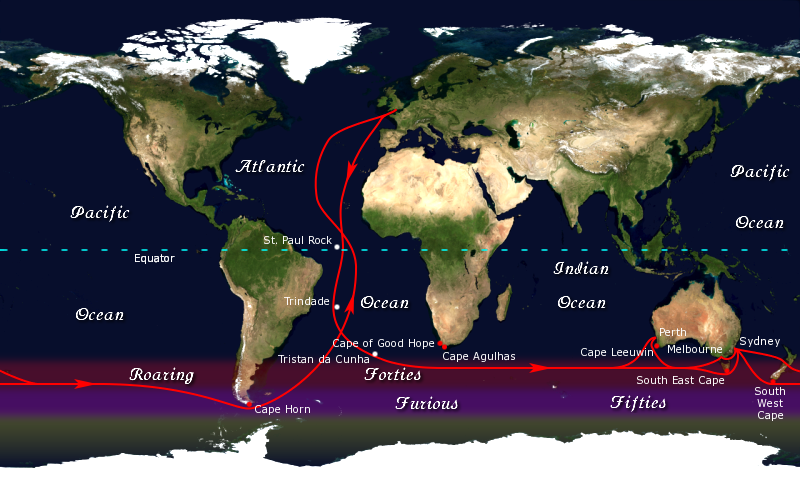
Szlak kliprów droga jaką przemierzały żaglowce w drodze pomiędzy Europą i Australią/Nową Zelandią. Obecnie w regatach oceanicznych wykorzystywane są systemy nawigacyjne umożliwiające wyliczenie optymalnej drogi.

## Prognozy w regatach transoceanicznych.
Regaty transoceaniczne wykorzystują prognozy pogody, ocenę stanu falowania, ocenę pokrywy lodu. Programy używane w nawigacji morskiej wykorzystują informację o prądach i falowaniu i informację na temat szybkości jachtu przy różnych kursach względem wiatru. Optymizację przeprowadza się obliczając linie stałego czasu (izochrony) i znajdując minimalny czas. Wykorzystywane są do tego programy nawigacyjne - m.in. MaxSea i RayTech. Wykorzystywane są tutaj globalne modele falowania - przykładowo model Wavewatch III oraz satelitarne dane obserwacyjne m.in. ze skaterometrów. Większość danych cyfrowych używanych w jachtowej nawigacji meteorologicznej przesyłanych jest w postaci zbiorów w formacie GRIB.
Inne czynniki meteorologiczne i oceaniczne istotne w regatach transoceanicznych to temperatura powierzchni oceanu a zwłaszcza warstwy ciepłej w oceanie (górne 2-6m) i różnica temperatury pomiędzy oceanem i atmosferą, które wpływają na strumienie ciepła z oceanu i rozwój lokalnej konwekcji w czasie dnia. W obszarach biegunowych istotną rolę odgrywa znajomość położenia lodu dryfującego i lodowców.

## Prognozy w klasie Regat o Puchar Ameryki
Prognozy lokalnych warunków pogodowych odgrywają istotną rolę w Regatach o Puchar Ameryki. Dla przykładu w regatach w Walencji w 2010 roku zespoły dysponowały nie tylko motorówkami pomiarowymi ale także ultralekkimi samolotami, które mierzyły prędkość wiatru w warstwie granicznej. Dodatkowo zespoły rozstawiały własne boje meteorologiczne. Nowe techniki radarowe pozwalają zastosować radarowe (w częstotliwości 3-30MHz) systemy nabrzeżne oceniające prądy powierzchniowe na całym akwenie.

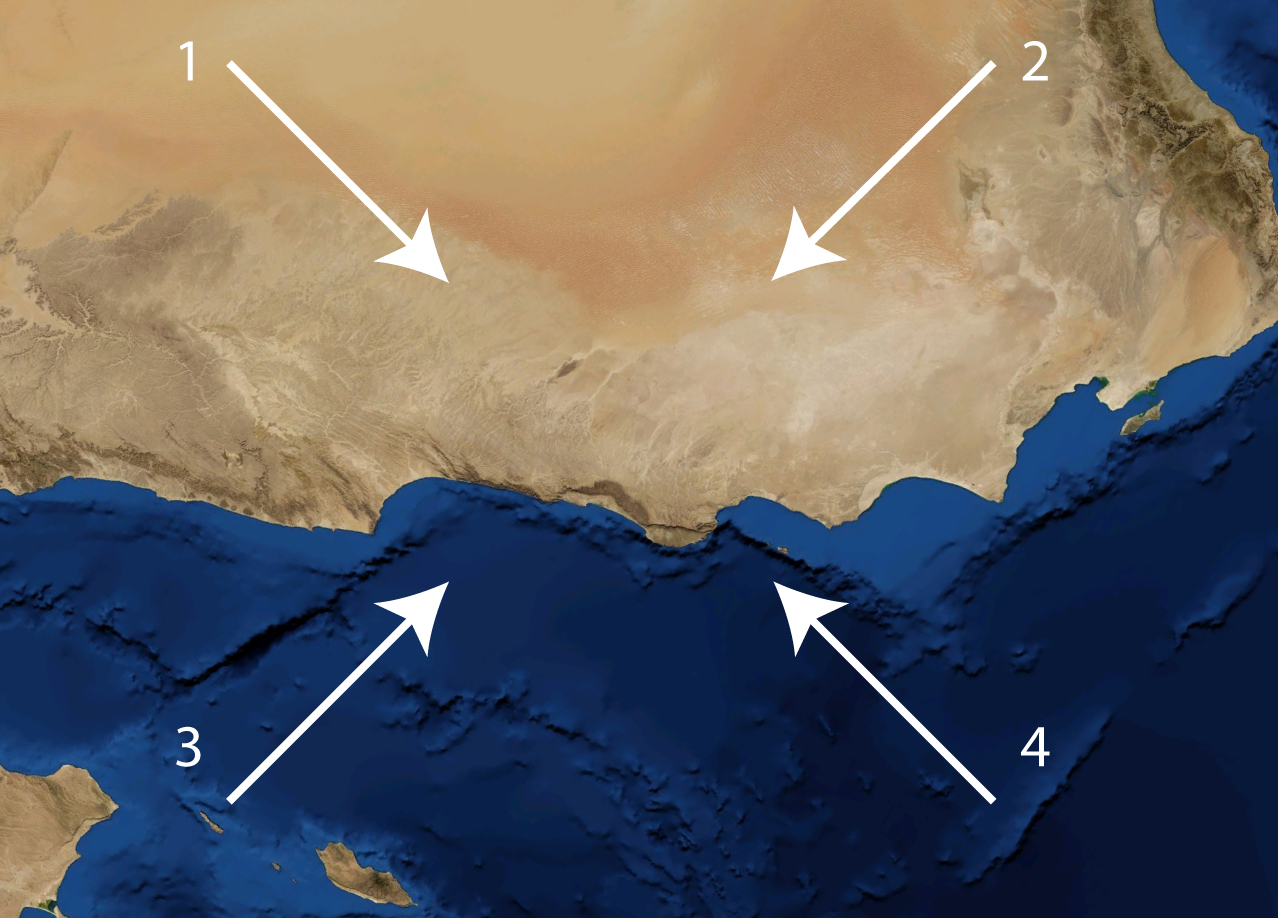
Prognoza bryzy morskiej w zależności od kierunków wiatru wielkoskalowego od lądu i od morza jest używana w regatach w klasach olimpijskich.

## Prognozy w klasach olimpijskich
W klasach olimpijskich prognozuje się ogólne warunki pogodowe przed zawodami na podstawie m.in. klimatologii akwenu, prognoz statystycznych i prognoz z mezoskalowych modeli numerycznych. Dane historyczne pochodzą z pomiarów naziemnych a w czasie kilku ostatnich olimpiad ustawiane są specjalne boje z instrumentami meteorologicznymi i oceanicznymi w akwenie olimpijskim na kilka lat przed olimpiadą. Inne dane pomiarowe pochodzą z radarowych pomiarów nadbrzeżnych pradów powierzchniowych, charakterystyki pływowej akwenu. Dane satelitarne z SAR i skaterometrów wykorzystywane są do oceny klimatologii prędkości wiatrów. Program prognoz pogody w klasach olimpijskich został zapoczątkowany na olimpiadach w 1996 roku.
Klimatyczne informacje pomagają zrozumieć prawdopodobieństwo wystąpienia bryzy morskiej czy występowania słabych wiatrów. Prognoza meteorologiczna na Olimpiadzie w Atenach zawierała m.in. ocenę występowania lokalnych wiatrów meltemi oraz prognozę początku bryzy morskiej. W czasie zawodów wiele czynników wpływa na zachowanie się wiatru, lokalne ukształtowanie terenu, częstotliwość występowania zmian wiatru i zmiana kierunku wiatru. Poza prognozą pogody zespoły meteorologiczne zbierają lokalne informacje z własnych instrumentów meteorologicznych m.in. anemometrów czy prostych pomiarów prądów pływowych za pomocą dryfujących butelek częściowo (patrz dryfter) napełnionych wodą. Zespoły krajów takich jak Wielka Brytania zatrudniają obecnie meteorologów. Opis dziewięciu systemów nowcastingu na Olimpiadzie w Sydney podany jest w przeglądowym artykule.
W Polsce prognozy pogody w klasach olimpijskich zapoczątkował Piotr J. Flatau wraz z zespołem z ICM, który prognozował pogodę za zawodach przedolimpijskich w Qingdao wykorzystując model mezoskalowy COAMPS. Struktura bryzy morskiej w czasie Olmpiady w 2006 była analizowana w publikacjach. Ważnym elementem prognozy olimpijskiej w Qingdao były prądy pływowe.
Prognoza bryzy morskiej jest istotna w olimpijskim żeglarstwie wyczynowym. Książka brytyjskich meteorologów Davida Houghtona i Fiony Campbell opisuje prognozę bryzy morskiej dla różnych akwenów, na których odbywają się regaty w klasach olimpijskich. Jedna z pierwszych prognoz opracowanych specjalnie dla żeglarstwa olimpijskiego powstała przed olimpiadą w 1996 dla obszaru Savannah nad wybrzeżem Atlantyku.